# Марк Дейтон
Марк Брандт Дейтон (англ. Mark Brandt Dayton; нар. 26 січня 1947, Міннеаполіс, Міннесота) — американський політик-демократ. Був сенатором від Міннесоти з 2001 до 2007, губернатором штату (2011—2019).
1969 року Дейтон закінчив з відзнакою Єльський університет. Працював помічником сенатора Волтера Мондейла, комісаром економічного розвитку Міннесоти, аудитором штату Міннесота з 1991 до 1995. Невдало балотувався до Сенату США 1982 року.
Пресвітеріанин. Його колишня дружина, Алісія Рокфеллер, є сестрою сенатора Джея Рокфеллера.